# Centro Médico ABC
El Centro Médico ABC, también conocido con el nombre de Hospital ABC, es una Institución de Asistencia Privada (I.A.P.) que, desde hace más de 130 años, reinvierte sus excedentes económicos en actividades de impacto social, incluyentes, de capacitación y enseñanza de los futuros médicos, investigación y adquisición de infraestructura hospitalaria. 
La institución está ubicada en la Ciudad de México y cuenta con dos campus: uno en Santa Fe y otro en Observatorio.
El Centro Médico ABC cuenta con equipos multidisciplinarios de médicos reconocidos internacionalmente y la tecnología más avanzada en las diversas especialidades y subespecialidades, lo que lo ha llevado a obtener en sus dos Campus, la  certificación de la Joint Commission International (JCI). También ha sido avalado por el Consejo de Salubridad General (CSG) y ha obtenido los premios Nacional e Iberoamericano de Calidad, los cuales acreditan su estado como una institución de salud apegada a los más altos estándares de calidad y seguridad del mundo. En 2024, ha sido el primer hospital en México en recibir la designación MAGNET por la calidad de su servicio de enfermería.

## Historia
El Centro Médico ABC es el primer hospital privado de México en tradición, vocación de servicio, antigüedad, enseñanza, investigación y compromiso de responsabilidad social.
1886. El 12 de diciembre es fundado el Hospital Americano por la American Benevolent Society en la calle de Gabino Barreda, en la colonia San Rafael de la Ciudad de México.
1923. Abre sus puertas el Sanatorio Cowdray en la calle de Mariano Escobedo, al que se conocería tiempo después como “Hospital Inglés”.
1941. El Hospital Americano y el Sanatorio Cowdray unen esfuerzos para dar origen al Hospital ABC, regido a partir de esa fecha por un Patronato cuyos miembros apoyan a la  institución de forma altruista.
1952. Se crea la Asociación Médica del Hospital ABC, en respuesta a la necesidad de contar con asesoría médica especializada.
1953. Se crea el Grupo de Damas Voluntarias, conformado por más de 120 colaboradoras, que en forma altruista apoyan a diversas áreas de la Institución.
1964. Se inauguran las nuevas instalaciones del Hospital ABC en Av. Observatorio.
1987. Inicia operaciones la Clínica de Beneficencia Brimex ABC “Dr. Isaac Blank Lavsky”, ubicada en Campus Observatorio, que a la fecha continúa ofreciendo atención médica a la comunidad aledaña al nosocomio que no tiene acceso a seguridad social.
1997. El Hospital ABC cambia su nombre a Centro Médico ABC por ser un lugar de alta especialidad médica.
2004. Se inaugura el Centro Médico ABC Santa Fe, una unidad hospitalaria que complementa los servicios que se brindan en el Campus Observatorio.
2006. Inicia actividades la Clínica de Beneficencia ABC Amistad en el Campus Santa Fe.
2008. Se inaugura el Centro de Gineco-obstetricia y Pediatría ABC en el Campus Santa Fe para seguir brindando los servicios médicos más avanzados en un ambiente de comodidad seguridad y tranquilidad para mujeres y niños. El Centro Médico ABC recibe la Acreditación que otorga Joint Commission International en sus Campus Observatorio y Santa Fe.
2009. Se inaugura el Centro de Cáncer ABC en el Campus Observatorio para brindar un servicio integral de tratamiento a pacientes oncológicos. El Centro Médico ABC es el primer y único centro médico en el país certificado bajo los criterios homologados del Consejo de Salubridad General (CSG) y los de JCI en sus dos campus.
2011. Comienza a operar el Nuevo Centro de Neurología, Ortopedia y Rehabilitación en el campus Santa Fe. Este Centro de Alta Especialidad brinda atención integral y multidisciplinaria para padecimientos como: ataque cerebral, problemas de la columna y reemplazos articulares. Cuenta con un espacio diseñado especialmente para la rehabilitación y comodidad del paciente neurológico, neuro-quirúrgico y ortopédico.
2017. Expande y moderniza sus instalaciones en Campus Observatorio con la apertura de la Torre de Cuidados Críticos y Quirúrgicos Annie Cass, la cual cuenta con nuevos quirófanos, terapia intensiva y media, unidad de cuidados coronarios y unidad de trasplantes.
2019. El Campus Santa Fe amplía su capacidad instalada con nuevos quirófanos que se suman a los ya existentes y renovando las áreas de laboratorio y banco de sangre.

Actualmente, el Centro Médico ABC está equipado con los más modernos adelantos tecnológicos y cuenta con la colaboración de más de 1,400 médicos de 40 especialidades, quienes están considerados como los mejores del país.